# Pisenor lepidus
Pisenor lepidus is een spinnensoort uit de familie Barychelidae. De soort komt voor in Tanzania.